# Anisosticta novemdecimpunctata
Espèce
Anisosticta novemdecimpunctata, la coccinelle des roseaux, coccinelle des marais ou coccinelle à dix-neuf points, est une espèce d'insectes de l'ordre des coléoptères, de la famille des Coccinellidae et du genre Anisosticta.

## Synonymie
Selon BioLib (22 août 2014) :
- Anisosticta undevigintipunctata Roubal, 1936
- Coccinella novemdecimpunctata (Linnaeus, 1758)